# 테루누마 파리자
테루누마 파리자(일본어: 照沼 ファリーザ, 1986년 1월 25일 ~ )는 십여 개가 넘는 예명으로 활동한 일본의 성인 비디오 여배우, 감독, 사진 작가다. 시리아인 아버지와 일본인 어머니 사이에서 출생한 혼혈이다.